# Атласово
Атласово  (рос. Атласово) — селище (з 1974 до 1997 — селище міського типу) у Мільковському районі Камчатського краю Російської Федерації.
Населення становить 790 (2010)  осіб. Входить до складу муніципального утворення Атласовське сільське поселення.

## Історія
До 1 червня 2007 року у складі Камчатської області, відтак у складі Камчатського краю. Згідно із законом від 25 лютого 2005 року органом місцевого самоврядування є Атласовське сільське поселення.

## Населення
| 1979 | 1989  | 2002 | 2010 |
| ---- | ----- | ---- | ---- |
| 1283 | ↗1535 | ↘921 | ↘790 |